# Coupe Davis 1950
Pour un article plus général, voir Coupe Davis.
Navigation
Édition précédente Édition suivante
La Coupe Davis 1950 est la 39e édition de ce tournoi de tennis professionnel masculin par nations. Les rencontres se déroulent du 7 avril au 27 août dans différents lieux.
L'Australie (quadruple finaliste sortante) remporte son 8e saladier d'argent grâce à sa victoire lors du "Challenge Round" face aux États-Unis (quadruples tenants du titre) par quatre victoires à une.

## Contexte
Le tournoi se déroule au préalable dans les tours préliminaires de la "Zone Europe". Un total de 27 nations participent à la compétition :
- 4 dans la "Zone Amérique",
- 22 dans la "Zone Europe" (incluant l'Afrique),
- plus les États-Unis ayant remporté l'édition précédente, ainsi qualifiés pour le "Challenge round".

## Déroulement du tournoi
La Coupe Davis 1950 correspond à la 39e édition de ce tournoi de tennis par nations. L'Australie remporte un 8e titre, le premier depuis 1939 grâce à leur victoire dans le Challenge Round face aux États-Unis à Forest Hills. Ce titre marque le début d'une période faste pour l'Australie qui remportera 14 fois le trophée sur les 17 prochaines éditions.
L'Australie s'appuie de nouveau sur Frank Sedgman et John Bromwich, associé cette fois-ci à Ken McGregor dont c'est la première finale. Pancho Gonzales ayant rejoint les rangs des professionnels, c'est Tom Brown qui seconde Ted Schroeder en simple. Sedgman fait la différence en remportant ses trois matchs.
En finale interzone, l'Australie bat la Suède de Lennart Bergelin et Torsten Johansson.

## Résultats

### Tableau du top 16 mondial
|  | Huitièmes de finale Plusieurs dates                                            | Huitièmes de finale Plusieurs dates                                           |         |                                                           | Quarts de finale Plusieurs dates                                       | Quarts de finale Plusieurs dates                                       |  |  | Demi-finales Plusieurs dates                                      | Demi-finales Plusieurs dates                                      |  |  | Finale du tout venant 11 - 13 août          | Finale du tout venant 11 - 13 août          |
|  | Huitièmes de finale Plusieurs dates                                            | Huitièmes de finale Plusieurs dates                                           |         |                                                           | Quarts de finale Plusieurs dates                                       | Quarts de finale Plusieurs dates                                       |  |  | Demi-finales Plusieurs dates                                      | Demi-finales Plusieurs dates                                      |  |  | Finale du tout venant 11 - 13 août          | Finale du tout venant 11 - 13 août          |
|  |                                                                                |                                                                               |         |                                                           |                                                                        |                                                                        |  |  |                                                                   |                                                                   |  |  |                                             |                                             |
|  | Quart de finale Europe (8 - 10 juin) Varsovie, Pologne (???)                   | Quart de finale Europe (8 - 10 juin) Varsovie, Pologne (???)                  |         |                                                           | Demi-finale Europe (13 - 15 juillet) Båstad, Suède (terre battue ext.) | Demi-finale Europe (13 - 15 juillet) Båstad, Suède (terre battue ext.) |  |  | Finale Europe (28 - 30 juillet) Båstad, Suède (terre battue ext.) | Finale Europe (28 - 30 juillet) Båstad, Suède (terre battue ext.) |  |  | Inter-zone Rye, NY, États-Unis (gazon ext.) | Inter-zone Rye, NY, États-Unis (gazon ext.) |
|  | Quart de finale Europe (8 - 10 juin) Varsovie, Pologne (???)                   | Quart de finale Europe (8 - 10 juin) Varsovie, Pologne (???)                  |         |                                                           | Demi-finale Europe (13 - 15 juillet) Båstad, Suède (terre battue ext.) | Demi-finale Europe (13 - 15 juillet) Båstad, Suède (terre battue ext.) |  |  | Finale Europe (28 - 30 juillet) Båstad, Suède (terre battue ext.) | Finale Europe (28 - 30 juillet) Båstad, Suède (terre battue ext.) |  |  | Inter-zone Rye, NY, États-Unis (gazon ext.) | Inter-zone Rye, NY, États-Unis (gazon ext.) |
|  | Pologne                                                                        | 3                                                                             |         |                                                           | Demi-finale Europe (13 - 15 juillet) Båstad, Suède (terre battue ext.) | Demi-finale Europe (13 - 15 juillet) Båstad, Suède (terre battue ext.) |  |  | Finale Europe (28 - 30 juillet) Båstad, Suède (terre battue ext.) | Finale Europe (28 - 30 juillet) Båstad, Suède (terre battue ext.) |  |  | Inter-zone Rye, NY, États-Unis (gazon ext.) | Inter-zone Rye, NY, États-Unis (gazon ext.) |
|  | Pologne                                                                        | 3                                                                             |         |                                                           | Demi-finale Europe (13 - 15 juillet) Båstad, Suède (terre battue ext.) | Demi-finale Europe (13 - 15 juillet) Båstad, Suède (terre battue ext.) |  |  | Finale Europe (28 - 30 juillet) Båstad, Suède (terre battue ext.) | Finale Europe (28 - 30 juillet) Båstad, Suède (terre battue ext.) |  |  | Inter-zone Rye, NY, États-Unis (gazon ext.) | Inter-zone Rye, NY, États-Unis (gazon ext.) |
|  | Irlande                                                                        | 2                                                                             |         |                                                           | Demi-finale Europe (13 - 15 juillet) Båstad, Suède (terre battue ext.) | Demi-finale Europe (13 - 15 juillet) Båstad, Suède (terre battue ext.) |  |  | Finale Europe (28 - 30 juillet) Båstad, Suède (terre battue ext.) | Finale Europe (28 - 30 juillet) Båstad, Suède (terre battue ext.) |  |  | Inter-zone Rye, NY, États-Unis (gazon ext.) | Inter-zone Rye, NY, États-Unis (gazon ext.) |
|  | Irlande                                                                        | 2                                                                             | Pologne | 0                                                         |                                                                        |                                                                        |  |  | Finale Europe (28 - 30 juillet) Båstad, Suède (terre battue ext.) | Finale Europe (28 - 30 juillet) Båstad, Suède (terre battue ext.) |  |  | Inter-zone Rye, NY, États-Unis (gazon ext.) | Inter-zone Rye, NY, États-Unis (gazon ext.) |
|  | Quart de finale Europe (16 - 18 juin) Solna, Suède (terre battue ext.)         |                                                                               | Pologne | 0                                                         |                                                                        |                                                                        |  |  | Finale Europe (28 - 30 juillet) Båstad, Suède (terre battue ext.) | Finale Europe (28 - 30 juillet) Båstad, Suède (terre battue ext.) |  |  | Inter-zone Rye, NY, États-Unis (gazon ext.) | Inter-zone Rye, NY, États-Unis (gazon ext.) |
|  |                                                                                | Suède                                                                         | 5       |                                                           |                                                                        |                                                                        |  |  | Finale Europe (28 - 30 juillet) Båstad, Suède (terre battue ext.) | Finale Europe (28 - 30 juillet) Båstad, Suède (terre battue ext.) |  |  | Inter-zone Rye, NY, États-Unis (gazon ext.) | Inter-zone Rye, NY, États-Unis (gazon ext.) |
|  | Philippines                                                                    | Suède                                                                         | 5       | 0                                                         |                                                                        |                                                                        |  |  | Finale Europe (28 - 30 juillet) Båstad, Suède (terre battue ext.) | Finale Europe (28 - 30 juillet) Båstad, Suède (terre battue ext.) |  |  | Inter-zone Rye, NY, États-Unis (gazon ext.) | Inter-zone Rye, NY, États-Unis (gazon ext.) |
|  | Philippines                                                                    | Demi-finale Europe (14 - 16 juillet) Copenhague, Danemark (terre battue ext.) |         | 0                                                         |                                                                        |                                                                        |  |  | Finale Europe (28 - 30 juillet) Båstad, Suède (terre battue ext.) | Finale Europe (28 - 30 juillet) Båstad, Suède (terre battue ext.) |  |  | Inter-zone Rye, NY, États-Unis (gazon ext.) | Inter-zone Rye, NY, États-Unis (gazon ext.) |
|  | Suède                                                                          | 5                                                                             |         |                                                           |                                                                        |                                                                        |  |  | Finale Europe (28 - 30 juillet) Båstad, Suède (terre battue ext.) | Finale Europe (28 - 30 juillet) Båstad, Suède (terre battue ext.) |  |  | Inter-zone Rye, NY, États-Unis (gazon ext.) | Inter-zone Rye, NY, États-Unis (gazon ext.) |
|  | Suède                                                                          | 5                                                                             | Suède   | 4                                                         |                                                                        |                                                                        |  |  |                                                                   |                                                                   |  |  | Inter-zone Rye, NY, États-Unis (gazon ext.) | Inter-zone Rye, NY, États-Unis (gazon ext.) |
|  | Quart de finale Europe (16 - 18 juin) Bruxelles, Belgique (???)                |                                                                               | Suède   | 4                                                         |                                                                        |                                                                        |  |  |                                                                   |                                                                   |  |  | Inter-zone Rye, NY, États-Unis (gazon ext.) | Inter-zone Rye, NY, États-Unis (gazon ext.) |
|  |                                                                                | Danemark                                                                      | 0       |                                                           |                                                                        |                                                                        |  |  |                                                                   |                                                                   |  |  | Inter-zone Rye, NY, États-Unis (gazon ext.) | Inter-zone Rye, NY, États-Unis (gazon ext.) |
|  | Belgique                                                                       | Danemark                                                                      | 0       | 2                                                         |                                                                        |                                                                        |  |  |                                                                   |                                                                   |  |  | Inter-zone Rye, NY, États-Unis (gazon ext.) | Inter-zone Rye, NY, États-Unis (gazon ext.) |
|  | Belgique                                                                       | Finale Amériques (28 - 30 juillet) Mexico, Mexique (terre battue ext.)        |         | 2                                                         |                                                                        |                                                                        |  |  |                                                                   |                                                                   |  |  | Inter-zone Rye, NY, États-Unis (gazon ext.) | Inter-zone Rye, NY, États-Unis (gazon ext.) |
|  | Italie                                                                         | 3                                                                             |         |                                                           |                                                                        |                                                                        |  |  |                                                                   |                                                                   |  |  | Inter-zone Rye, NY, États-Unis (gazon ext.) | Inter-zone Rye, NY, États-Unis (gazon ext.) |
|  | Italie                                                                         | 3                                                                             | Italie  | 1                                                         |                                                                        |                                                                        |  |  |                                                                   |                                                                   |  |  | Inter-zone Rye, NY, États-Unis (gazon ext.) | Inter-zone Rye, NY, États-Unis (gazon ext.) |
|  | Quart de finale Europe (16 - 18 juin) Copenhague, Danemark (terre battue ext.) |                                                                               | Italie  | 1                                                         |                                                                        |                                                                        |  |  |                                                                   |                                                                   |  |  | Inter-zone Rye, NY, États-Unis (gazon ext.) | Inter-zone Rye, NY, États-Unis (gazon ext.) |
|  |                                                                                | Danemark                                                                      | 4       |                                                           |                                                                        |                                                                        |  |  |                                                                   |                                                                   |  |  | Inter-zone Rye, NY, États-Unis (gazon ext.) | Inter-zone Rye, NY, États-Unis (gazon ext.) |
|  | Danemark                                                                       | Danemark                                                                      | 4       | 3                                                         |                                                                        |                                                                        |  |  |                                                                   |                                                                   |  |  | Inter-zone Rye, NY, États-Unis (gazon ext.) | Inter-zone Rye, NY, États-Unis (gazon ext.) |
|  | Danemark                                                                       | Demi-finale Amériques (14 - 16 juillet) Montréal, Canada (gazon ext.)         |         | 3                                                         |                                                                        |                                                                        |  |  |                                                                   |                                                                   |  |  | Inter-zone Rye, NY, États-Unis (gazon ext.) | Inter-zone Rye, NY, États-Unis (gazon ext.) |
|  | France                                                                         | 2                                                                             |         |                                                           |                                                                        |                                                                        |  |  |                                                                   |                                                                   |  |  | Inter-zone Rye, NY, États-Unis (gazon ext.) | Inter-zone Rye, NY, États-Unis (gazon ext.) |
|  | France                                                                         | 2                                                                             | Suède   | 2                                                         |                                                                        |                                                                        |  |  |                                                                   |                                                                   |  |  |                                             |                                             |
|  |                                                                                |                                                                               | Suède   | 2                                                         |                                                                        |                                                                        |  |  |                                                                   |                                                                   |  |  |                                             |                                             |
|  |                                                                                | Australie                                                                     | 3       |                                                           |                                                                        |                                                                        |  |  |                                                                   |                                                                   |  |  |                                             |                                             |
|  | Australie                                                                      | Australie                                                                     | 3       |                                                           |                                                                        |                                                                        |  |  |                                                                   |                                                                   |  |  |                                             |                                             |
|  |                                                                                |                                                                               |         |                                                           |                                                                        |                                                                        |  |  |                                                                   |                                                                   |  |  |                                             |                                             |
|  | Bye                                                                            |                                                                               |         |                                                           |                                                                        |                                                                        |  |  |                                                                   |                                                                   |  |  |                                             |                                             |
|  | Australie                                                                      | 5                                                                             |         |                                                           |                                                                        |                                                                        |  |  |                                                                   |                                                                   |  |  |                                             |                                             |
|  | Australie                                                                      | 5                                                                             |         |                                                           |                                                                        |                                                                        |  |  |                                                                   |                                                                   |  |  |                                             |                                             |
|  |                                                                                | Canada                                                                        | 0       |                                                           |                                                                        |                                                                        |  |  |                                                                   |                                                                   |  |  |                                             |                                             |
|  | Canada                                                                         | Canada                                                                        | 0       |                                                           |                                                                        |                                                                        |  |  |                                                                   |                                                                   |  |  |                                             |                                             |
|  | Demi-finale Amériques (7 - 9 juillet) La Havane, Cuba (???)                    |                                                                               |         |                                                           |                                                                        |                                                                        |  |  |                                                                   |                                                                   |  |  |                                             |                                             |
|  | Bye                                                                            |                                                                               |         |                                                           |                                                                        |                                                                        |  |  |                                                                   |                                                                   |  |  |                                             |                                             |
|  | Australie                                                                      | 4                                                                             |         |                                                           |                                                                        |                                                                        |  |  |                                                                   |                                                                   |  |  |                                             |                                             |
|  | Australie                                                                      | 4                                                                             |         |                                                           |                                                                        |                                                                        |  |  |                                                                   |                                                                   |  |  |                                             |                                             |
|  |                                                                                | Mexique                                                                       | 1       |                                                           |                                                                        |                                                                        |  |  |                                                                   |                                                                   |  |  |                                             |                                             |
|  | Cuba                                                                           | Mexique                                                                       | 1       |                                                           |                                                                        |                                                                        |  |  |                                                                   |                                                                   |  |  |                                             |                                             |
|  |                                                                                |                                                                               |         |                                                           |                                                                        |                                                                        |  |  |                                                                   |                                                                   |  |  |                                             |                                             |
|  | Bye                                                                            |                                                                               |         | Challenge round 25 - 27 août                              | Challenge round 25 - 27 août                                           |                                                                        |  |  |                                                                   |                                                                   |  |  |                                             |                                             |
|  | Bye                                                                            | Cuba                                                                          | 0       | Challenge round 25 - 27 août                              | Challenge round 25 - 27 août                                           |                                                                        |  |  |                                                                   |                                                                   |  |  |                                             |                                             |
|  |                                                                                | Cuba                                                                          | 0       | Challenge round Forest Hills, NY, États-Unis (gazon ext.) |                                                                        |                                                                        |  |  |                                                                   |                                                                   |  |  |                                             |                                             |
|  |                                                                                | Mexique                                                                       | 5       |                                                           |                                                                        |                                                                        |  |  |                                                                   |                                                                   |  |  |                                             |                                             |
|  | Mexique                                                                        | Mexique                                                                       | 5       |                                                           | États-Unis                                                             | 1                                                                      |  |  |                                                                   |                                                                   |  |  |                                             |                                             |
|  | Mexique                                                                        |                                                                               |         |                                                           | États-Unis                                                             | 1                                                                      |  |  |                                                                   |                                                                   |  |  |                                             |                                             |
|  | Bye                                                                            |                                                                               |         | Australie                                                 | 4                                                                      |                                                                        |  |  |                                                                   |                                                                   |  |  |                                             |                                             |
|  | Bye                                                                            |                                                                               |         | Australie                                                 | 4                                                                      |                                                                        |  |  |                                                                   |                                                                   |  |  |                                             |                                             |

### Matchs détaillés

#### Huitièmes de finale
Les "huitièmes de finale mondiaux" correspondent aux quart de finales des zones continentales.

#### Quarts de finale
Les "quarts de finale mondiaux" correspondent aux demi-finales des zones continentales.

#### Demi-finales
Les "demi-finales mondiales" correspondent aux finales des zones continentales.

#### Finale du tout venant
| | Australie | 3                                | - | 2 | Suède |   |   |
| --- | --------- | -------------------------------- | - | - | ----- | - | - |
| Westchester Country Club, Rye, NY, États-Unis |           |                                  |   |   |       |   |   |
| du 11 au 13 août 1950 sur gazon (ext.) |           |                                  |   |   |       |   |   |
| \| 1 \| \| Frank Sedgman \| 6 \| 2 \| 5 \| 6 \| 3 \| \| 1 \| \| Lennart Bergelin \| 2 \| 6 \| 7 \| 1 \| 6 \| \| 2 \| \| John Bromwich \| 6 \| 6 \| 6 \| \| \| \| 2 \| \| Torsten Johansson \| 2 \| 3 \| 0 \| \| \| \| 3 \| \| J. Bromwich - F. Sedgman \| 6 \| 7 \| 7 \| \| \| \| 3 \| \| Lennart Bergelin - Sven Davidson \| 1 \| 5 \| 5 \| \| \| \| \| \| \| \| \| \| \| \| \| 4 \| \| John Bromwich \| 3 \| 2 \| 6 \| 9 \| 3 \| \| 4 \| \| Lennart Bergelin \| 6 \| 6 \| 1 \| 7 \| 6 \| \| \| \| \| \| \| \| \| \| \| 5 \| \| Frank Sedgman \| 6 \| 7 \| 6 \| \| \| \| 5 \| \| Torsten Johansson \| 4 \| 5 \| 3 \| \| \| \| \| \| \| \| \| \| \| \| |           |                                  |   |   |       |   |   |
| 1 |           | Frank Sedgman                    | 6 | 2 | 5     | 6 | 3 |
| 1 |           | Lennart Bergelin                 | 2 | 6 | 7     | 1 | 6 |
| 2 |           | John Bromwich                    | 6 | 6 | 6     |   |   |
| 2 |           | Torsten Johansson                | 2 | 3 | 0     |   |   |
| 3 |           | J. Bromwich - F. Sedgman         | 6 | 7 | 7     |   |   |
| 3 |           | Lennart Bergelin - Sven Davidson | 1 | 5 | 5     |   |   |
| |           |                                  |   |   |       |   |   |
| 4 |           | John Bromwich                    | 3 | 2 | 6     | 9 | 3 |
| 4 |           | Lennart Bergelin                 | 6 | 6 | 1     | 7 | 6 |
| |           |                                  |   |   |       |   |   |
| 5 |           | Frank Sedgman                    | 6 | 7 | 6     |   |   |
| 5 |           | Torsten Johansson                | 4 | 5 | 3     |   |   |
| |           |                                  |   |   |       |   |   |

#### Challenge Round
La finale de la Coupe Davis 1950 se joue entre les États-Unis et l'Australie.
| | États-Unis | 1                              | -  | 4  | Australie |   |   |
| --- | ---------- | ------------------------------ | -- | -- | --------- | - | - |
| West Side T.C., Forest Hills, NY, États-Unis |            |                                |    |    |           |   |   |
| du 25 au 27 août 1950 sur gazon (ext.) |            |                                |    |    |           |   |   |
| \| 1 \| \| Tom Brown \| 0 \| 6 \| 7 \| \| \| \| 1 \| \| Frank Sedgman \| 6 \| 8 \| 9 \| \| \| \| 2 \| \| Ted Schroeder \| 11 \| 3 \| 4 \| \| \| \| 2 \| \| Ken McGregor \| 13 \| 6 \| 6 \| \| \| \| 3 \| \| Gardnar Mulloy - Ted Schroeder \| 6 \| 4 \| 2 \| 6 \| 4 \| \| 3 \| \| J. Bromwich - F. Sedgman \| 4 \| 6 \| 6 \| 4 \| 6 \| \| \| \| \| \| \| \| \| \| \| 4 \| \| Ted Schroeder \| 2 \| 2 \| 2 \| \| \| \| 4 \| \| Frank Sedgman \| 6 \| 6 \| 6 \| \| \| \| \| \| \| \| \| \| \| \| \| 5 \| \| Tom Brown \| 9 \| 8 \| 11 \| 6 \| 6 \| \| 5 \| \| Ken McGregor \| 11 \| 10 \| 9 \| 1 \| 4 \| \| \| \| \| \| \| \| \| \| |            |                                |    |    |           |   |   |
| 1 |            | Tom Brown                      | 0  | 6  | 7         |   |   |
| 1 |            | Frank Sedgman                  | 6  | 8  | 9         |   |   |
| 2 |            | Ted Schroeder                  | 11 | 3  | 4         |   |   |
| 2 |            | Ken McGregor                   | 13 | 6  | 6         |   |   |
| 3 |            | Gardnar Mulloy - Ted Schroeder | 6  | 4  | 2         | 6 | 4 |
| 3 |            | J. Bromwich - F. Sedgman       | 4  | 6  | 6         | 4 | 6 |
| |            |                                |    |    |           |   |   |
| 4 |            | Ted Schroeder                  | 2  | 2  | 2         |   |   |
| 4 |            | Frank Sedgman                  | 6  | 6  | 6         |   |   |
| |            |                                |    |    |           |   |   |
| 5 |            | Tom Brown                      | 9  | 8  | 11        | 6 | 6 |
| 5 |            | Ken McGregor                   | 11 | 10 | 9         | 1 | 4 |
| |            |                                |    |    |           |   |   |